# Tennistoernooi van Sydney 1998
|                                                  |  |                                     |
| Arantxa Sánchez Vicario, winnares bij de vrouwen |  | Karol Kučera, winnaar bij de mannen |

Het tennistoernooi van Sydney van 1998 werd van zondag 11 tot en met zaterdag 17 januari 1998 gespeeld op de hardcourt-buitenbanen van het White City Stadium in de Australische stad Sydney. De officiële naam van het toernooi was Adidas International. Het was de 106e editie van het toernooi.
Het toernooi bestond uit twee delen:
- WTA-toernooi van Sydney 1998, het toernooi voor de vrouwen
- ATP-toernooi van Sydney 1998, het toernooi voor de mannen

ATP-toernooi van Sydney – WTA-toernooi van Sydney

Toernooien sinds 1990:
1990 · 1991 · 1992 · 1993 · 1994 · 1995 · 1996 · 1997 · 1998 · 1999 · 2000 · 2001 · 2002 · 2003 · 2004 · 2005 · 2006 · 2007 · 2008 · 2009 · 2010 · 2011 · 2012 · 2013 · 2014 · 2015 · 2016 · 2017 · 2018 · 2019 · 2020 · 2021 · 2022